# Hyrum Smith
Hyrum Smith (9 de febrero de 1800-27 de junio de 1844) fue un líder religioso estadounidense perteneciente a La Iglesia de Jesucristo de los Santos de los Últimos Días. Fue el hermano mayor del fundador del movimiento, Joseph Smith, y fue asesinado con su hermano en la cárcel de Carthage, donde estaban detenidos en espera de juicio.

## Biografía
Hyrum Smith nació en Tunbridge, Vermont, y fue el segundo hijo de Joseph Smith Sr. y Lucy Mack Smith. Smith recibió una educación limitada y se estableció en varias comunidades como agricultor. Smith asistió al Dartmouth College en su adolescencia.

## Servicio religioso
Smith fue un asesor cercano y confidente de su hermano Joseph durante la producción de El Libro de Mormón y en establecer la Iglesia de Cristo. En junio de 1829, Smith fue bautizado en Seneca Lake, Nueva York. Fue uno de los ocho Testigos que juraron la existencia de un juego de planchas de oro inscritas como el Libro de Mormón. También dijo que vio al ángel Moroni. Cuando se organizó la Iglesia de Cristo el 6 de abril de 1830, seis hombres firmaron sus nombres como miembros fundadores; a la edad de 30 años, Hyrum Smith era el mayor de los seis. Smith se desempeñó como presidente de una rama de la iglesia en Colesville, Nueva York, y fue uno de los primeros misioneros de los Santos de los Últimos Días en el área circundante.

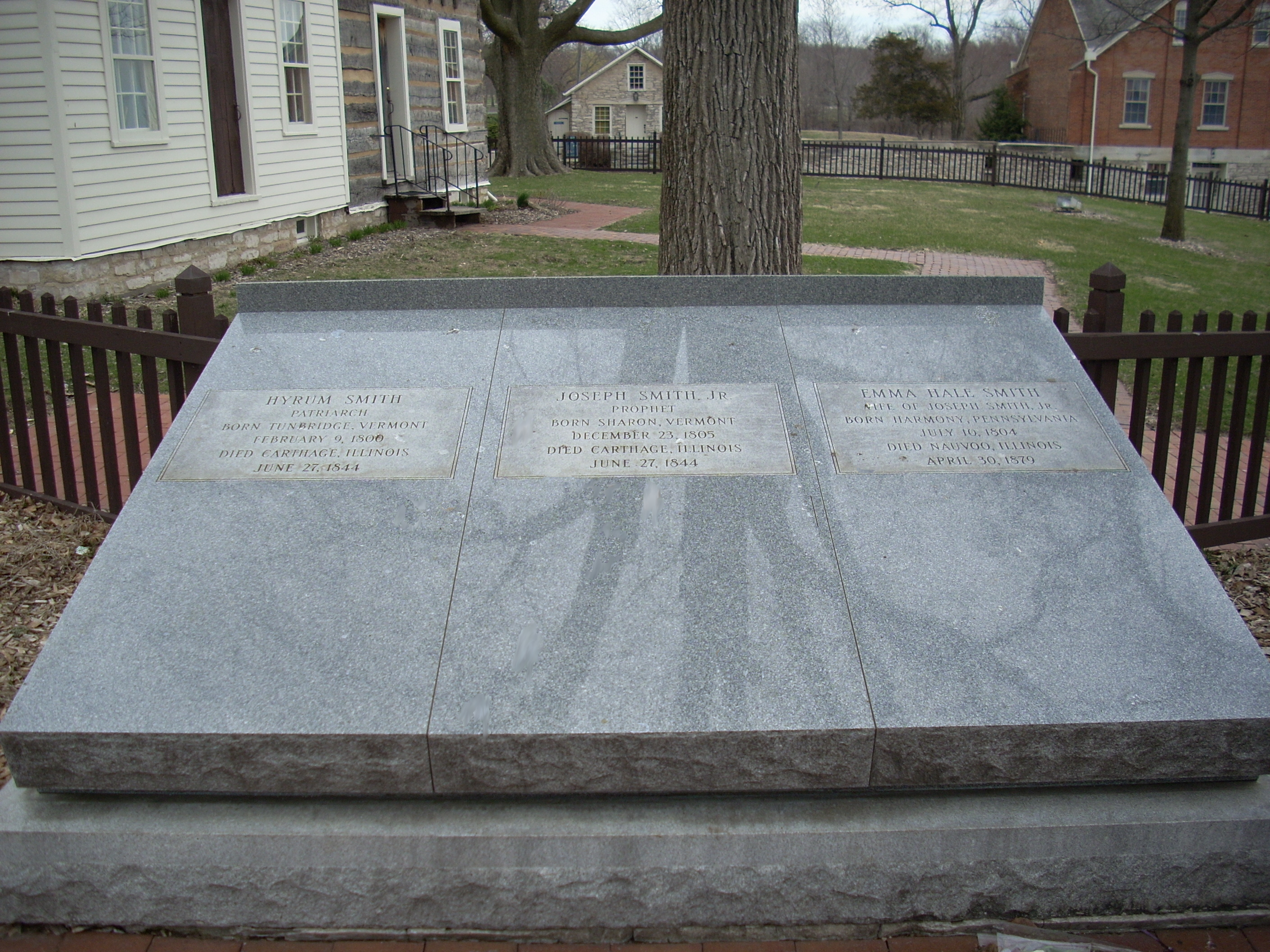
Tumba de Joseph, Emma y Hyrum Smith

A medida que la sede de la iglesia y la membresía se mudaron hacia el oeste del país, Smith y su familia siguieron el cuerpo de la iglesia. En 1831, estableció una casa en Kirtland, Ohio. Durante su residencia allí, se desempeñó como capataz de la cantera proporcionando piedra para el Templo de Kirtland. Entre 1831 y 1833, sirvió en misiones de proselitismo en Misuri y Ohio. En 1834, bajo la dirección de Joseph Smith, reclutó miembros para una milicia, el Campo de Sion, y viajó con el grupo para ayudar a los Santos de los Últimos Días en Misuri. Fue nombrado Segundo Consejero de la Primera Presidencia de la iglesia en noviembre de 1837. En 1838 y 1839, Hyrum, Joseph y otros tres líderes de la iglesia compartieron una celda en Liberty mientras esperaban el juicio.
Después de mudarse a Nauvoo, Illinois, Smith se convirtió en el Patriarca Presidente de la iglesia, cargo que ocupó inicialmente su padre, Joseph Smith, Sr. También reemplazó a Oliver Cowdery como Presidente Asistente de la Iglesia; actuando como Presidente de la Iglesia en ausencia de Joseph y fue designado como sucesor de su hermano si lo asesinaran o quedaba incapacitado. Aunque Hyrum Smith nunca fue ordenado explícitamente al oficio de apóstol del sacerdocio, su nombramiento como presidente asistente puede haber incluido ese oficio.
Cuando se le advirtió sobre un posible peligro, Joseph instó a Hyrum y a su familia a huir a Cincinnati, Ohio. Hyrum se negó y, en 1844, viajó con Joseph a Carthage, donde ambos fueron acusados de disturbios y traición. Joseph, Hyrum, John Taylor y Willard Richards fueron detenidos en espera de juicio en una cárcel de Carthage. El 27 de junio de 1844, el edificio fue atacado por una turba de entre sesenta y doscientos hombres. Mientras intentaba bloquear la puerta para evitar que la turba entrara, Smith recibió un disparo en la cara en el lado izquierdo de la nariz. Después de retroceder tambaleándose, otra bola disparada a través de la ventana lo golpeó en la espalda, le atravesó el cuerpo y golpeó su reloj en el bolsillo del chaleco. Cuando Smith cayó al suelo, exclamó: «Soy hombre muerto», mientras fallecía. Taylor fue alcanzado por varias balas pero sobrevivió con la ayuda de Richards. Joseph fue alcanzado por al menos dos disparos, exclamó: «Oh Señor, Dios mío», y cayó al suelo por una ventana del segundo piso, donde le dispararon de nuevo.
En vista de su posición como Presidente Asistente de la Iglesia, es probable que Smith hubiera sucedido a Joseph y se hubiera convertido en el próximo presidente de la iglesia de haber sobrevivido a su hermano.

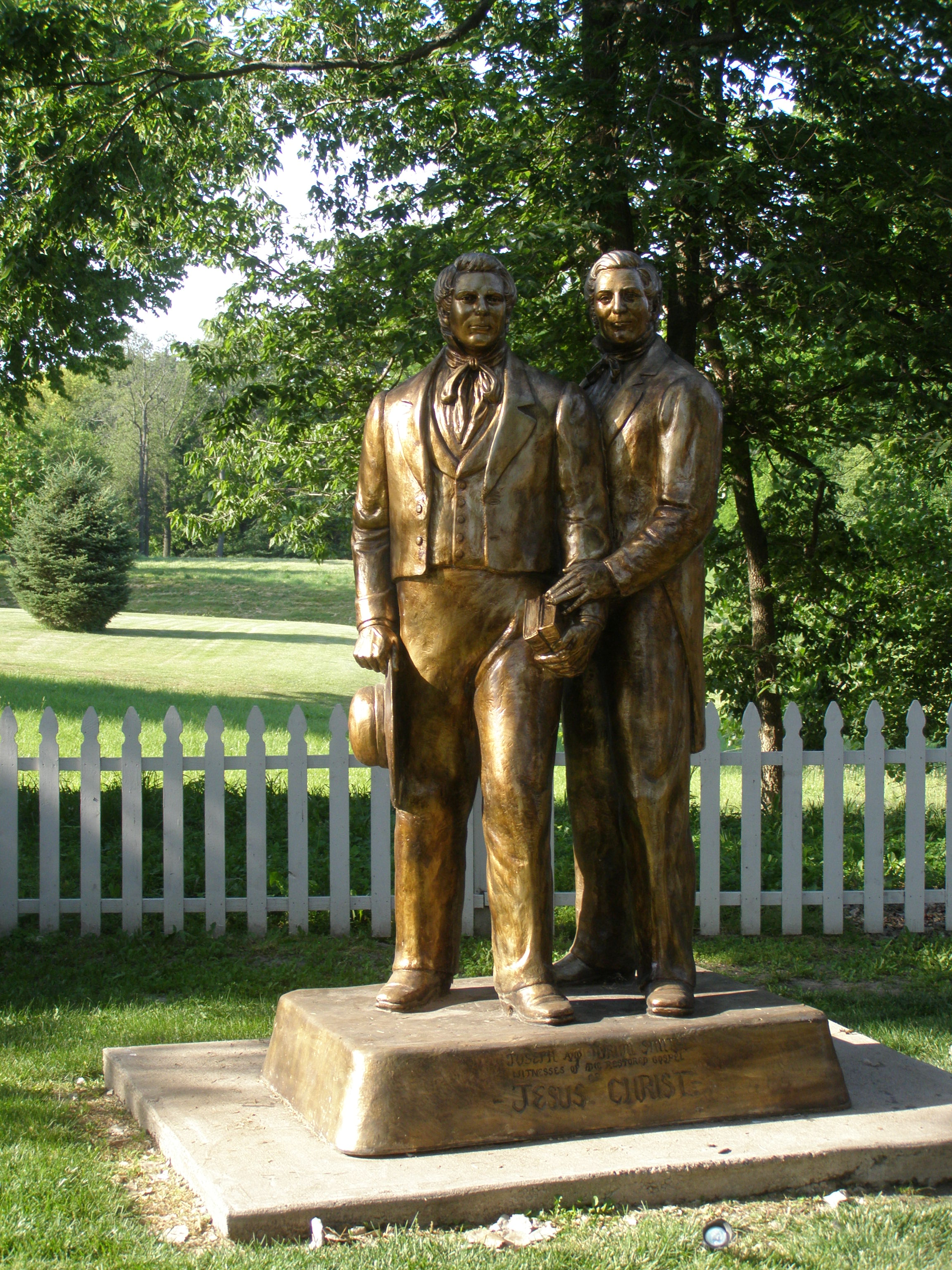
Estatua de Joseph y Hyrum Smith en Nauvoo, Illinois

## Participación política
Smith fue miembro del Concejo Municipal de Nauvoo. En el momento de su muerte, Smith era un candidato independiente para la legislatura del estado de Illinois.

## Esposas e hijos
El 2 de noviembre de 1826, en Manchester, Nueva York, se casó con Jerusha Barden (1805-1837). Tuvieron seis hijos juntos.
- Lovina Smith (16 de septiembre de 1827 - 8 de octubre de 1876), que se casó con Lorin Walker[6]
- Mary Smith (27 de junio de 1829-29 de mayo de 1832)
- John Smith (22 de septiembre de 1832-6 de noviembre de 1911)
- Hyrum Smith (27 de abril de 1834-21 de septiembre de 1841)
- Jerusha Smith (13 de enero de 1836-27 de junio de 1912)
- Sarah Smith (2 de octubre de 1837 - 6 de noviembre de 1876), que se casó con Charles Emerson Griffin[7]

El 24 de diciembre de 1837, en Kirtland, Ohio, se casó con Mary Fielding Smith (1801-1852). Tuvieron dos hijos.
- Joseph F. Smith (13 de noviembre de 1838-19 de noviembre de 1918)
- Martha Ann Smith (14 de mayo de 1841-19 de octubre de 1923)

En agosto de 1843, se casó y se selló con dos esposas plurales: Mercy Fielding Thompson, viuda de Robert B. Thompson y hermana de Mary, la esposa de Hyrum; y Catherine Phillips.

## Descendientes
Los descendientes de Smith han desempeñado un papel importante en la historia de La Iglesia de Jesucristo de los Santos de los Últimos Días (IJSUD). Joseph F. Smith, su hijo con Mary Fielding Smith, se desempeñó como presidente de la IJSUD desde 1901 hasta 1918. Su nieto, Joseph Fielding Smith también se desempeñó como presidente de la IJSUD desde 1970 hasta 1972. Su hijo mayor, John Smith, se desempeñó como Patriarca Presidente de la iglesia desde 1855 hasta 1911. Los descendientes de John Smith ocuparon este puesto de 1912 a 1932 y de 1942 a 1979, cuando el cargo fue efectivamente descontinuado y el titular, Eldred G. Smith, recibió el título de patriarca emérito. M. Russell Ballard, presidente del Quórum de los Doce Apóstoles de la IJSUD, también es descendiente directo de Smith.
En 1918, los descendientes de Smith le erigieron un monumento en el cementerio de Salt Lake City.
En 2000, se estimó que Smith tenía más de 31 000 descendientes vivos.